# Jacochów
Jacochów [pronunciación en polaco: /jaˈt͡sɔxuf/] es un pueblo ubicado en el distrito administrativo de Gmina Maków, dentro del Skierniewice Condado, Voivodato de Łódź, en Polonia central. Se encuentra aproximadamente a 7 kilómetros al noroeste de Maków, a 12 kilómetros al oeste de Skierniewice, y a 42 kilómetros al noreste de la capital regional Łódź.